# اکیهبال
اکیهبال (به انگلیسی: Akkihebbal) یک منطقهٔ مسکونی در هند است که در کارناتاکا واقع شده‌است.